# Nudità atletica

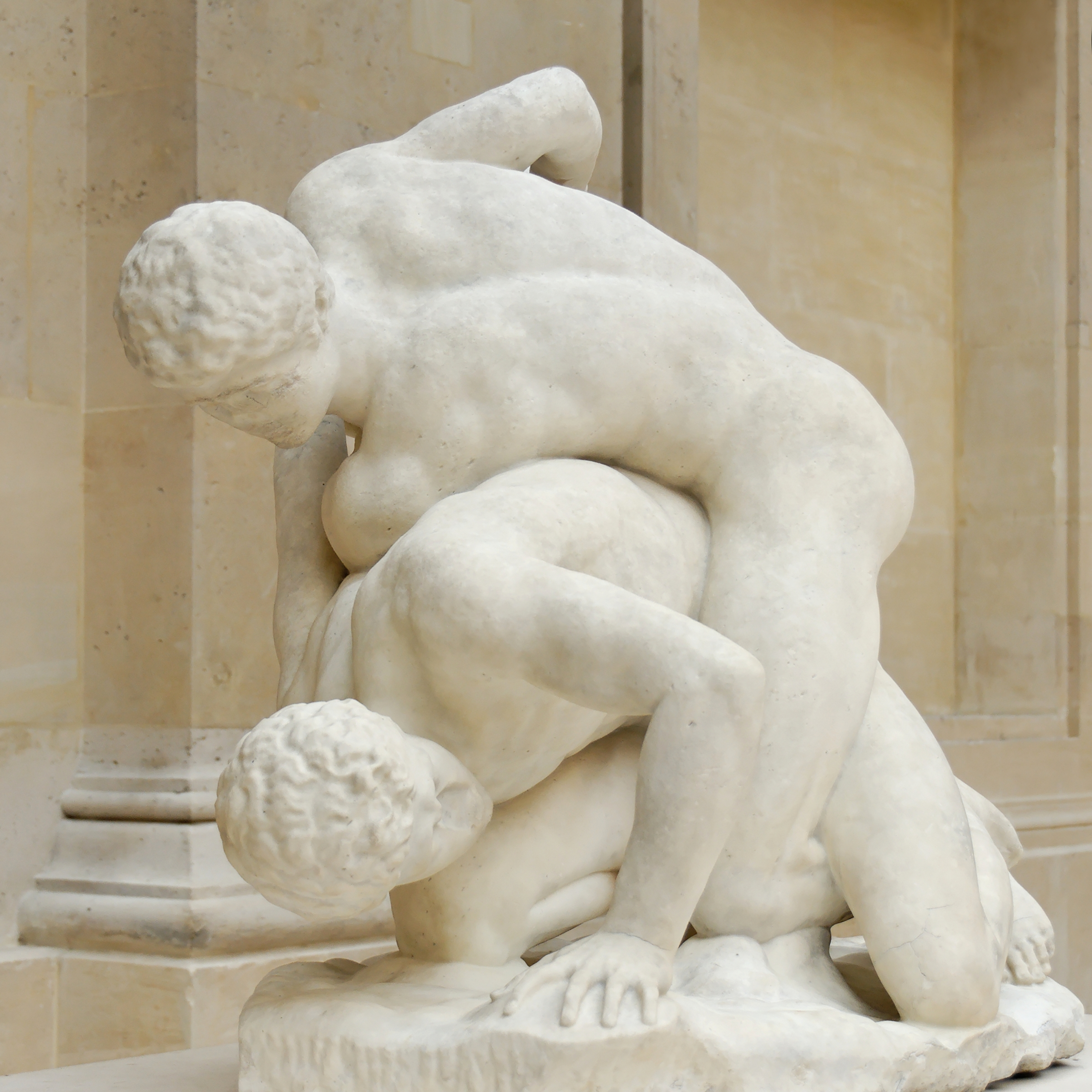
Lottatori greci, scultura (1684-88) di Philippe Magnier conservata al museo degli Uffizi a Firenze

La nudità atletica o nudità sportiva è la pratica dello sport a corpo nudo. Vestirsi è questione di pudore e in alcuni casi di sicurezza per l'atleta. Per gli atleti dell'antica Grecia era invece la norma allenarsi e gareggiare completamente nudi. Nella maggior parte del mondo è uso sociale diffuso indossare appositi indumenti, che normalmente coprono almeno il bacino e nelle donne anche il seno; tuttavia in alcune culture dei tropici gli sport si praticano ancora nudi o seminudi.

## Storia

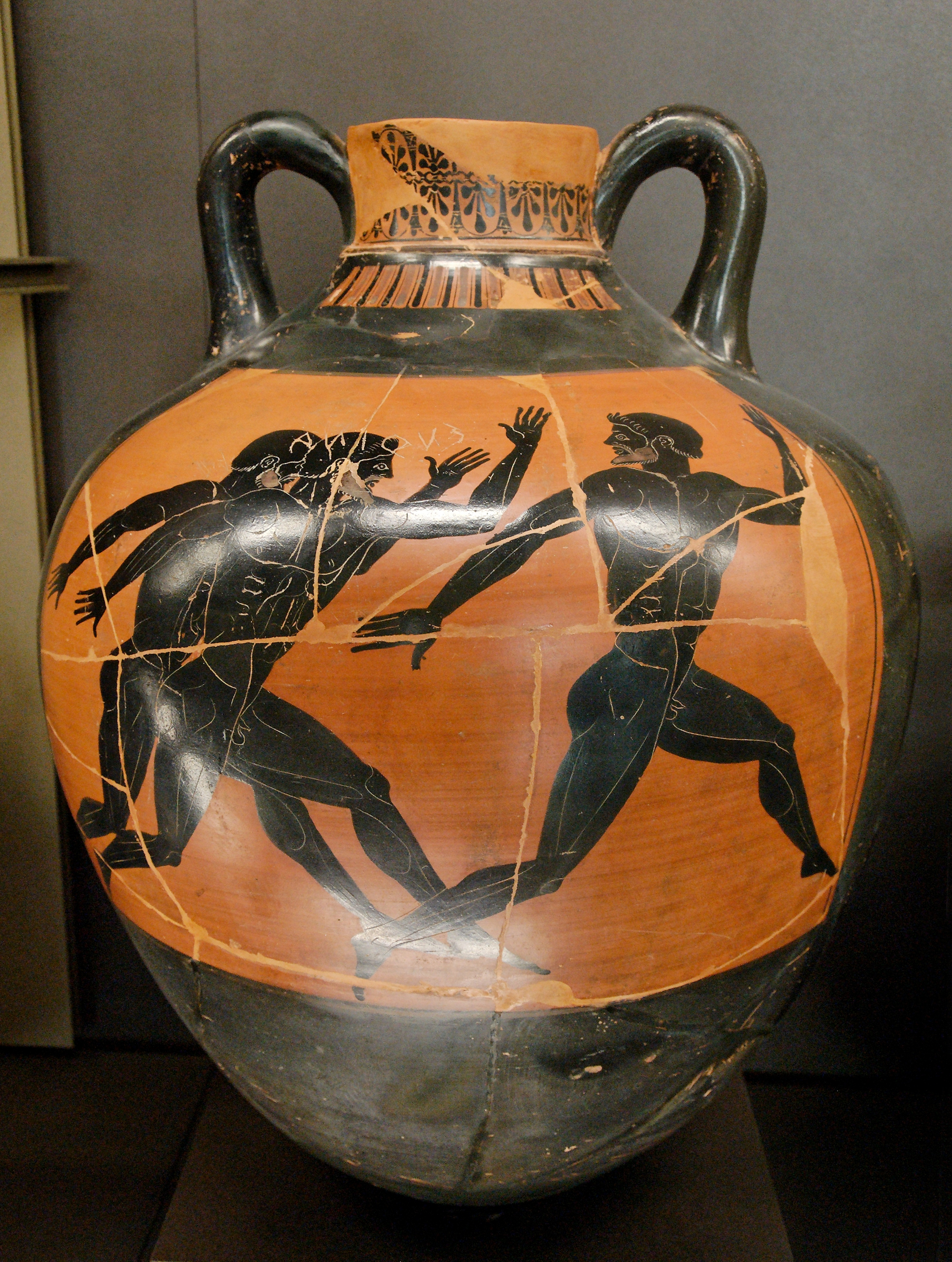
Gara di corsa (anfora del 500 a.C.)

### Antica Grecia
Per gli atleti dell'antica Grecia allenarsi e gareggiare nudi era la norma. Le Gimnopedie dell'antica Sparta erano celebrazioni annuali durante le quali giovani nudi mostravano le proprie capacità atletiche e marziali per mezzo della danza. Nell'antichità, anche prima dell'epoca classica (ad esempio nella Creta minoica) l'esercizio fisico era parte importante della vita quotidiana.
La consuetudine greca di competere e allenarsi nudi era fortemente ispirata dagli dei e dagli eroi: per loro la nudità era parte dell'identità e rappresentava una maniera per mostrare energia fisica e potenza corporea che gli atleti si sforzavano di onorare ed emulare.
La nudità atletica è documentata per la prima volta nella città-Stato spartana, durante il periodo tardo-arcaico; l'usanza di allenarsi nudi era strettamente associata alla pederastia pedagogica e con la tradizione di ungere il corpo con olio d'oliva per esaltarne la bellezza. Sparta era inoltre anche l'unica polis in cui anche donne e ragazze gareggiavano nude, mentre tutte le altre città greche le escludevano, sia come partecipanti sia come spettatrici di eventi sportivi che implicavano la nudità maschile.

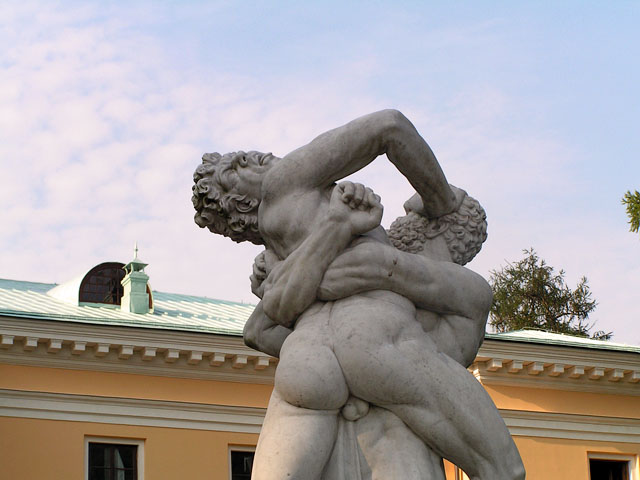
Eracle e Anteo

La pratica si diffuse in tutta la Grecia, alla Magna Grecia e alle colonie più lontane, e atleti di tutto il mondo greco si ritrovarono insieme per i giochi olimpici e panellenici a gareggiare nudi in quasi tutte le discipline, con la sola eccezione della corsa dei carri (sebbene esistano raffigurazioni di atleti nudi anche in questa competizione).
Si pensa che il concetto di eccellenza atletica come offerta estetica agli dei tragga origine dall'opinione religiosa (quasi tutte le celebrazioni sportive si inserivano in festività religiose); e in effetti in molti di questi giochi era privilegio del vincitore essere raffigurato nudo in una statua votiva offerta al tempio, o addirittura essere immortalato come modello per la statua di un dio.

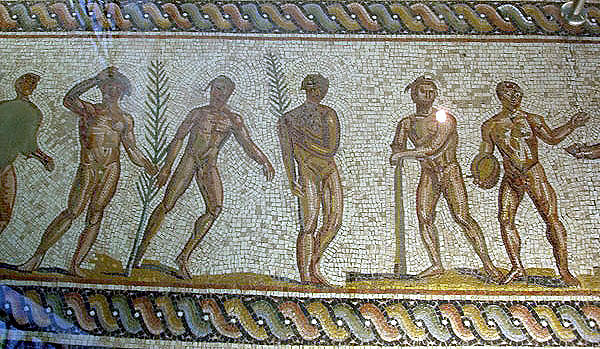
Atleti incoronati (mosaico proveniente da Olimpia)

Competere nudi era inoltre certamente bene accetto come misura per evitare il gioco scorretto, punito pubblicamente sul posto dai giudici (spesso dignitari religiosi) con una pesante sferzata sul corpo nudo. Testimonianze della nudità atletica greca provengono da numerosissime raffigurazioni di atleti (sculture, mosaici e pitture vascolari); atleti famosi ebbero l'onore di una statua commemorativa (Milone di Crotone). Alcuni autori hanno sostenuto che la nudità atletica fosse solo una convenzione dell'arte greca, trovando incredibile che chiunque abbia mai preso parte a una corsa nudo. È una visione che può ascriversi alla morale vittoriana applicata anacronisticamente.

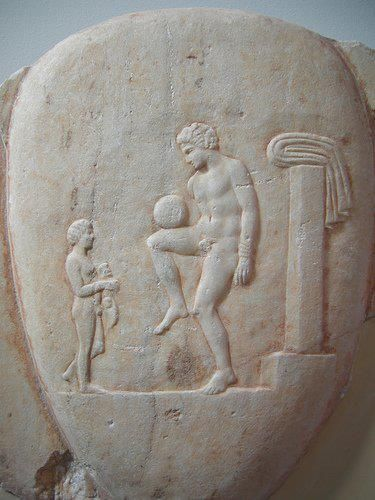
Giocatori di episkyros

Altre culture dell'antichità, però, non praticavano la nudità atletica e condannavano anzi l'usanza greca; il loro rifiuto dell'atletismo a corpo nudo, a sua volta, era condannato dai Greci come segno di tirannia e repressione politica.
Il termine ginnasio (dal greco gymnasion, a sua volta da gymnòs, "nudo"), che indicava in origine il luogo della formazione intellettuale, sensuale, morale e fisica dei giovani (efebi) come futuri soldati e (nelle democrazie) cittadini, è un'altra testimonianza della pratica della nudità atletica. In paesi come l'Italia e la Germania il nome ginnasio è ancora in uso per designare alcune scuole.
Durante l'epoca ellenistica anche alcuni ebrei di lingua greca a volte prendevano parte agli esercizi atletici; ciò poteva portarli a essere esposti al ridicolo in quanto avevano subito la circoncisione, un costume nazionale e religioso estraneo alla tradizione greca: difatti gli atleti, anche se nudi, sembra facessero in modo in ogni caso di evitare l'esposizione del glande, ad esempio legando attorno al prepuzio un'apposita, sottile striscia di pelle, detta kynodesme.

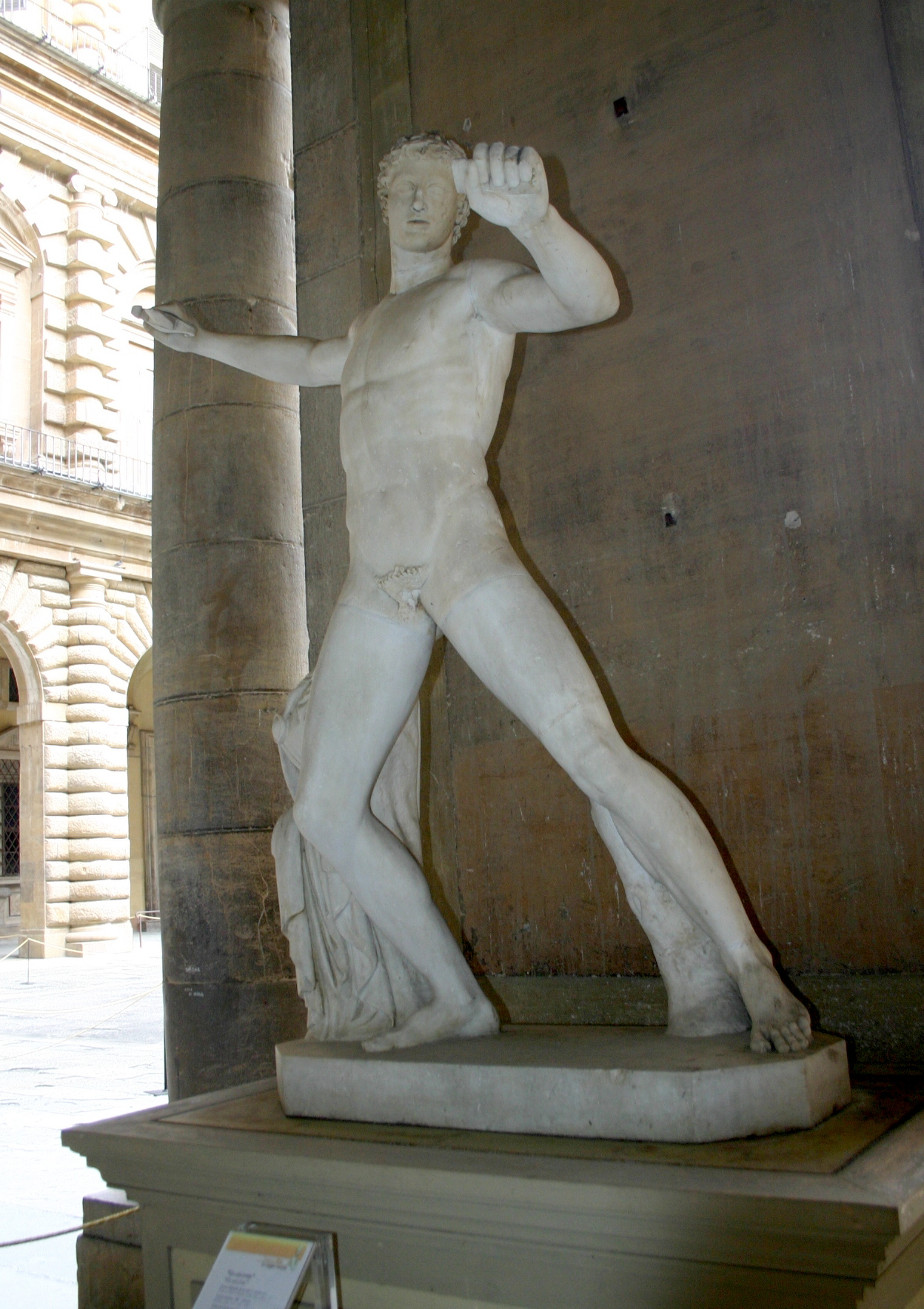
Il gladiatore (portico del cortile di Palazzo Pitti)

### Antica Roma
I Romani, anche se assimilarono molto della cultura greca, ebbero una differente concezione della nudità; apparire nudi in pubblico era considerato disgustoso, tranne che in luoghi e contesti appropriati: le terme (originariamente aperte a entrambi i sessi) e le latrine pubbliche erano luoghi di ritrovo altrettanto popolari del foro.
La pratica atletica dei liberi cittadini (non più soggetti a servizio militare dalla riforma dell'esercito di Gaio Mario) era in parte sostituita dai giochi gladiatori negli anfiteatri: i gladiatori erano reclutati principalmente tra gli schiavi, i prigionieri di guerra e i condannati a morte - gli ultimissimi, che non avevano scelta - ma di tanto in tanto anche gli uomini liberi potevano scegliere questa rapida via verso la fama e la ricchezza.
Lottando nell'arena, tra loro o contro le bestie feroci, i gladiatori erano armati di spade e scudi, ma per il resto erano in parte o completamente nudi. I gladiatori erano una delle tradizioni, specialmente religiose, ereditate dai vicini Etruschi, una cultura che ha anche raffigurato guerrieri che lottano nudi.
Quando nel IV secolo il Cristianesimo divenne religione di Stato i giochi gladiatori furono presto abbandonati.

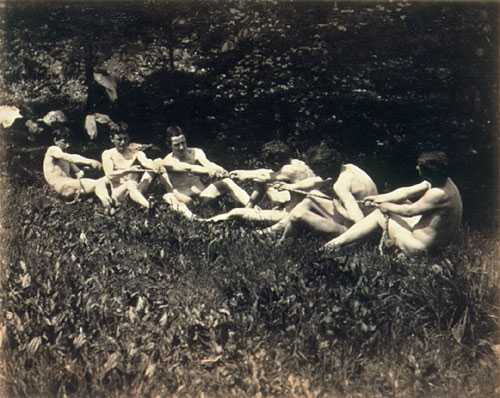
Gara di tiro alla fune tra ragazzi nudi (1883), foto di Thomas Eakins

### Età moderna e contemporanea
In Giappone le lottatrici di sumo combattevano nude; in seguito alle donne non è più stato permesso praticare questo sport, ed esso, riservato a uomini (rikishi) in perizoma cerimoniale (mawashi) che lascia esposte le natiche come un sospensorio, è generalmente considerata sacra dallo shintoismo.
Nella cultura occidentale e nel contesto moderno, la nudità atletica è divenuta popolare solo nel XIX secolo; era più comune in Germania e nei Paesi nordici, dov'è molto rispettata la Freikörperkultur (FKK, cultura del corpo libero). Tuttavia, il nudismo sociale fu bandito per un certo periodo, e in seguito rigidamente controllato dagli ideologi del nazismo negli anni trenta e quaranta del XX secolo. Nei Paesi nordici la cultura del nuoto nudi nei fiumi e nei laghi è molto popolare. Fino al 1960/1970 circa nelle scuole private inglesi e statunitensi la nudità nel nuoto era di fatto obbligatoria. Questa pratica venne interrotta con l’ammissione delle prime ragazze.

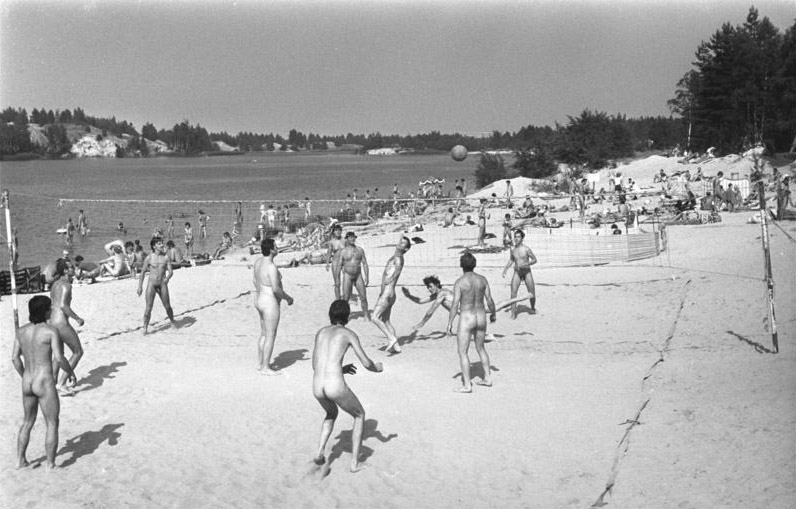
Beach volley su una spiaggia nudista a Cottbus

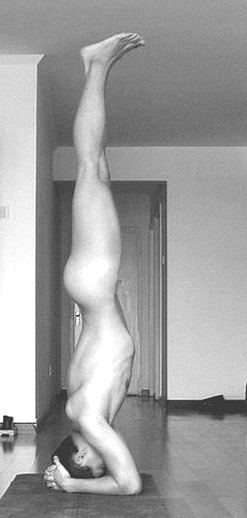
Uomo nudo mentre pratica lo yoga

## Nudità atletica ricreativa
I club naturisti offrono tradizionalmente ai membri e agli ospiti di entrambi i sessi la possibilità di nuotare nudi e, con attrezzature proprie o a noleggio, di praticare altri sport come la pallavolo, il tennis, il badminton, il bowling. Tipicamente questi sport vengono praticati a livello amatoriale e non richiedono agonismo.
Naturisti e nudisti sono stati i primi a adottare la pallavolo subito dopo la sua invenzione nel tardo XIX secolo: documentazione di incontri ufficiali si trovano già negli anni venti.; dato lo svolgimento all'aperto della pratica naturista, fu naturale adottare una versione da spiaggia del volley. Entro gli anni sessanta, in quasi tutti i club naturisti c'era un campo di pallavolo. Il volley era ideale poiché la maggior parte dei club era di piccole dimensioni e un campo di questo sport non richiede troppo spazio ma coinvolge più persone. Il gioco inoltre è inclusivo perché tollera livelli d'atletismo variabili e non richiede molta attrezzatura.
Non è raro inoltre che i club privati offrano ai clienti l'opportunità di nuotare nudi, a volte divisi per sesso.

## Eventi organizzati
Molti sport si possono oggi praticare nudi, dal tiro con l'arco al badminton, dal ciclismo all'immersione subacquea, dall'escursione alla scherma all'equitazione, dal pattinaggio alla vela allo skateboard, fino al wrestling e allo yoga.

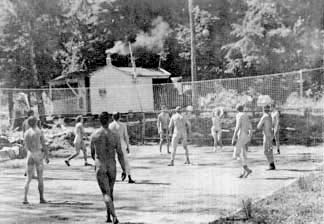
Pallavolo naturista in Canada nel 1958
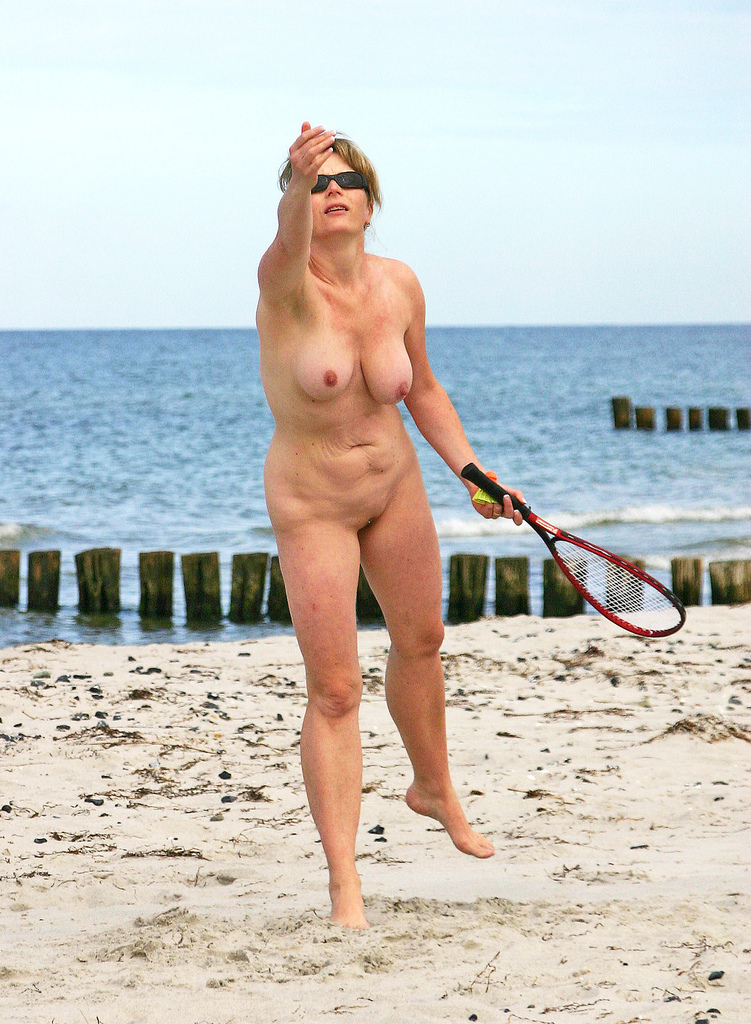
Speed badminton in una spiaggia per nudisti sul Mar Baltico
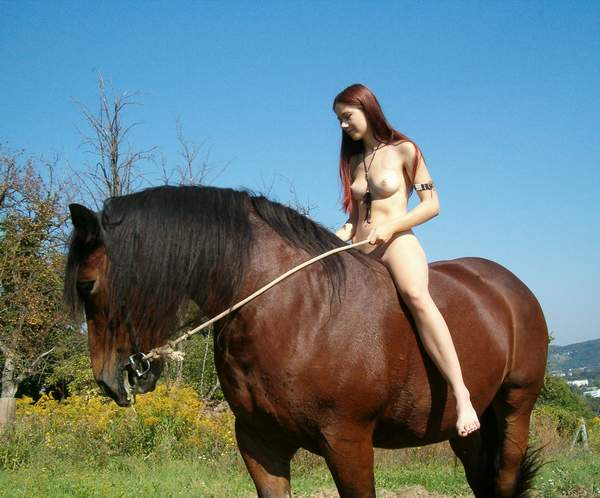
Donna nuda che fa equitazione
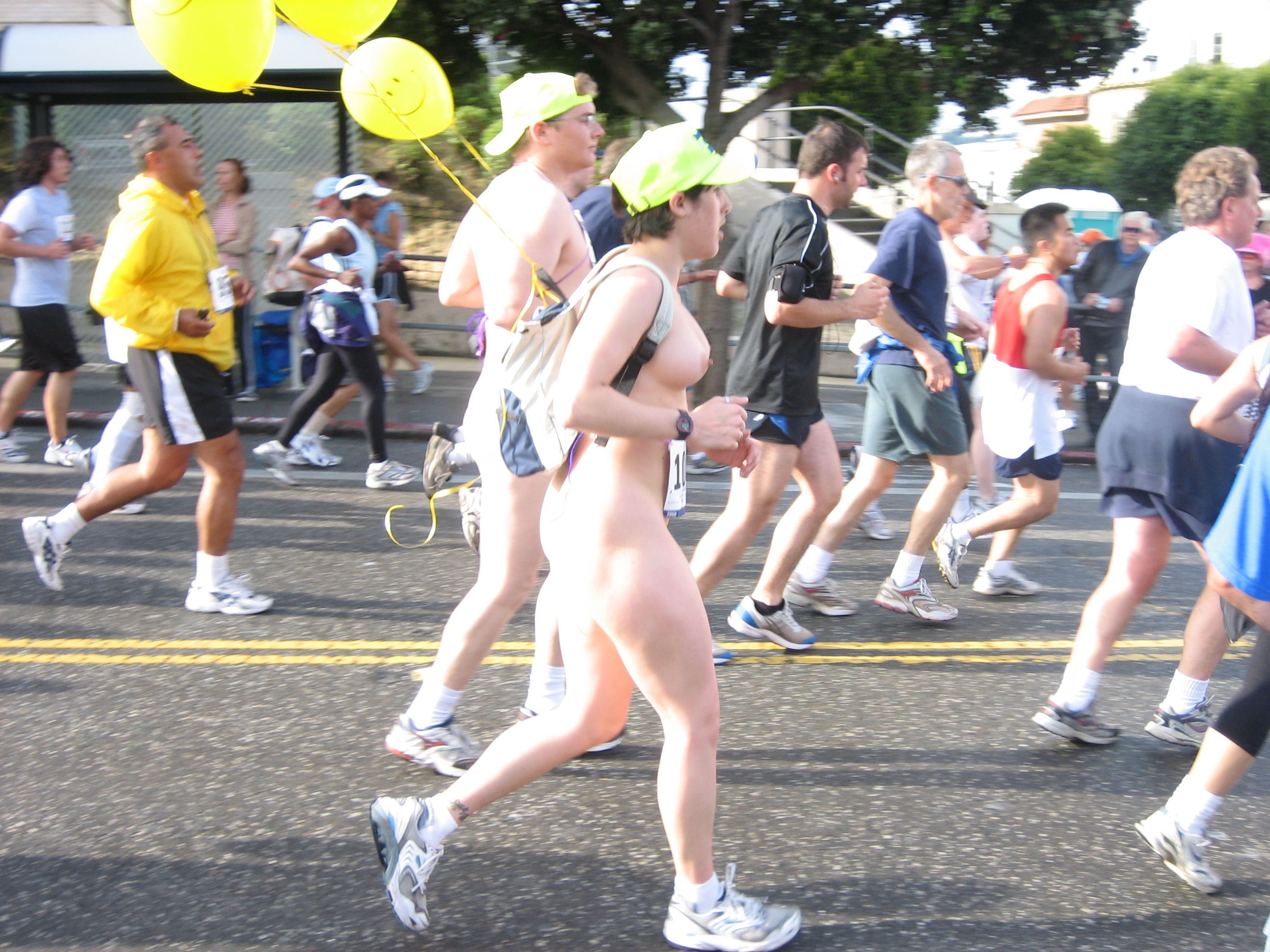
Corridori nudi al "Bay to Breakers" di San Francisco
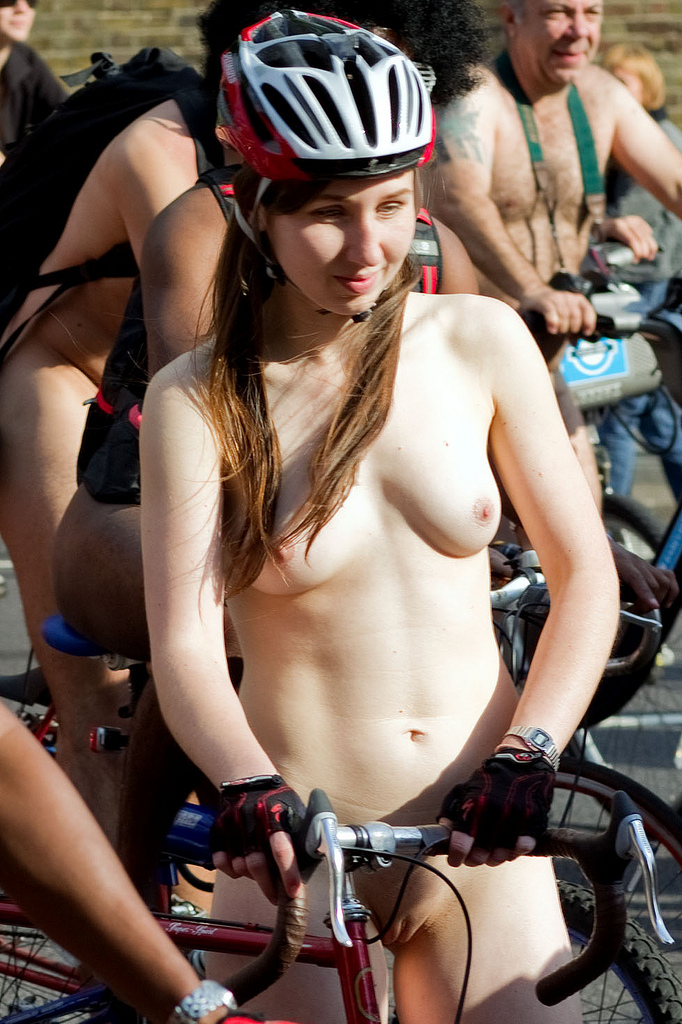
Partecipanti alla manifestazione "giro del mondo in bici nudi"
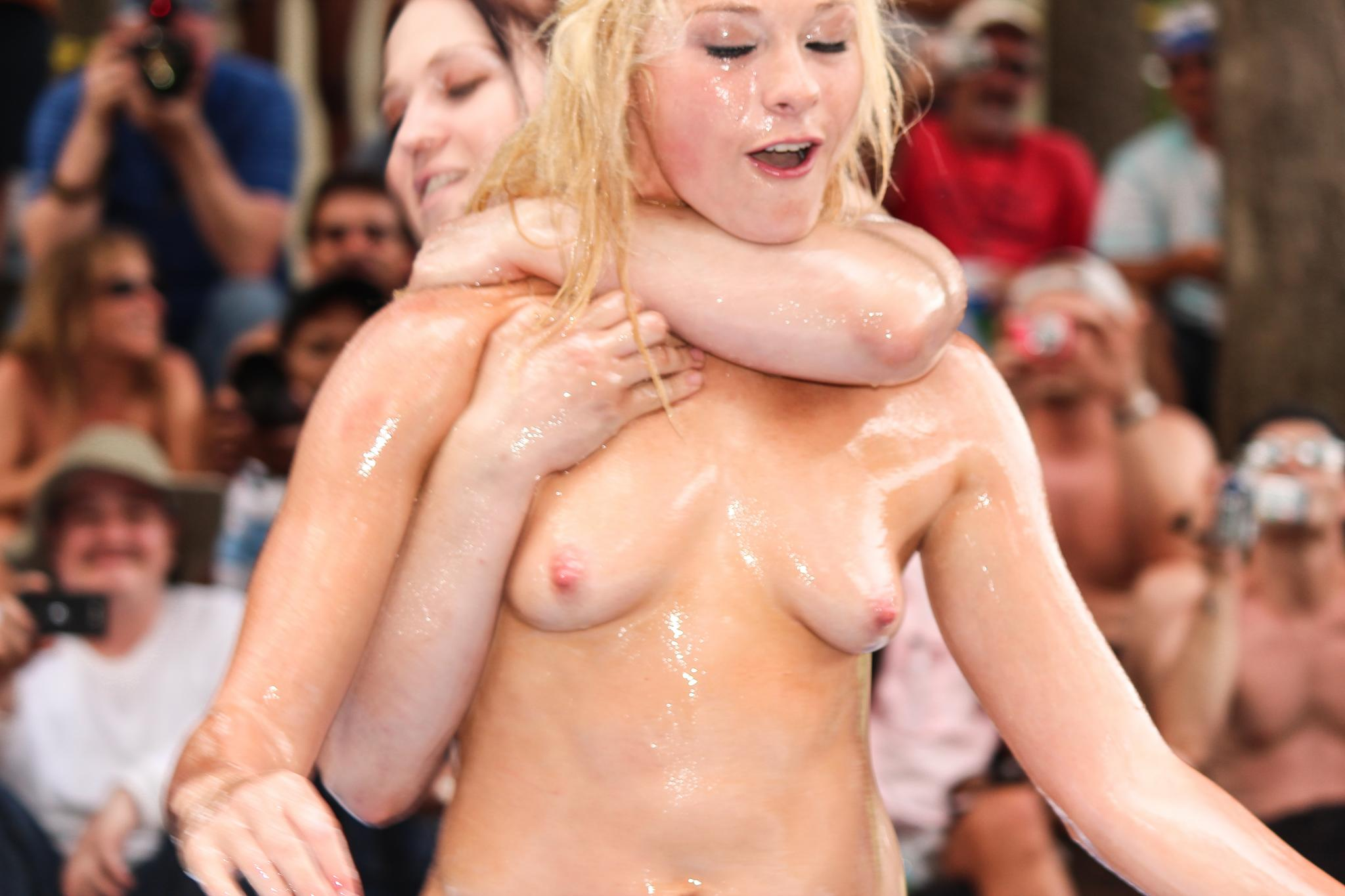
Wrestling sull'olio tra donne nude